# 国立病院機構とくしま医療センター東病院
独立行政法人国立病院機構とくしま医療センター東病院（どくりつぎょうせいほうじんこくりつびょういんきこうとくしまいりょうせんたーひがしびょういん）は、徳島県板野郡板野町にある独立行政法人国立病院機構が運営する病院である。政策医療における呼吸器疾患（結核含む）及び重症心身障害の専門医療施設である。
旧国立病院機構東徳島医療センター。2024年4月1日付で現名称に変更した。

## 沿革
- 1945年 - 日本医療団板西療養所として創設。
- 1957年 - 国立板西療養所として発足。
- 1979年 - 国立療養所東徳島病院に改称。
- 2004年4月1日 - 独立行政法人国立病院機構東徳島病院となる。
- 2010年10月1日 - 独立行政法人国立病院機構東徳島医療センターとなる。
- 2024年4月1日 - 独立行政法人国立病院機構とくしま医療センター東病院へ名称変更。

## 診療科目
- 内科
- 循環器内科
- 呼吸器内科
- 消化器内科
- 放射線科
- 外科
- 消化器外科
- 呼吸器外科
- 内分泌外科
- 小児科
- 泌尿器科
- 整形外科
- リハビリテーション科

## 医療機関の指定・認定
- 保険医療機関[1]
- 指定自立支援医療機関（更生医療）[1]
- 指定自立支援医療機関（育成医療）[1]
- 身体障害者福祉法指定医の配置されている医療機関[1]
- 生活保護法指定医療機関[1]
- 戦傷病者特別援護法指定医療機関[1]
- 原子爆弾被害者一般疾病医療取扱医療機関[1]
- 第二種感染症指定医療機関[1][2]
- 公害医療機関[1]
- 臨床研修病院[1]
- 特定疾患治療研究事業委託医療機関[1]
- 労災保険指定医療機関[1]
- 救急告示病院（二次救急）[3]
- このほか、各種法令による指定・認定病院であるとともに、各学会の認定施設でもある。

## 交通
- JR高徳線「板野駅」より徒歩約10分[4]
- 徳島駅より徳島バス鍛冶屋原線乗車、「とくしま医療センター東病院前」下車[4]
- 徳島自動車道「藍住インターチェンジ」、高松自動車道「板野インターチェンジ」より車で約5分[4]